# Luc Cortebeeck
Luc Cortebeeck, né le 17 janvier 1950 à Willebroek, dans la province d'Anvers, est un syndicaliste belge.

## Biographie
Assistant social de formation, il effectue toute sa carrière au sein de la Confédération des syndicats chrétiens. 
Dès 1972, collaborateur au bureau national de la CSC-ACV, il devient responsable de la section jeunes de la fédération de Malines, puis l’année suivante, secrétaire de la fédération.
En 1983, il est nommé secrétaire national de la CSC, responsable pour l'aile flamande (ACV), puis vice-président. Il occupe le poste de président national du syndicat de 1999 à 2012.
En tant que membre du comité exécutif de la Confédération européenne des syndicats et vice-président de la Confédération mondiale du travail, il participe à la création en octobre 2006 de la Confédération syndicale internationale dont il est l’un des vice-présidents.
Le 17 juin 2017, il est élu président du conseil d'administration de l'Organisation internationale du travail.